# Talupes occidentalis
Talupes occidentalis là một loài bọ cánh cứng trong họ Cerambycidae.